# Nothoprocta perdicaria
Nothoprocta perdicaria е вид птица от семейство Тинамуви (Tinamidae).

## Разпространение
Видът е разпространен в Чили.